# Glun
Glun est une commune française située dans le département de l'Ardèche, en région Auvergne-Rhône-Alpes.
Le village qui borde la rive droite du Rhône présente un aspect rural. Glun a adhéré à la communauté d'agglomération Arche Agglo située de chaque côté du fleuve et dont le siège est situé dans la commune voisine de Mauves.

## Géographie

### Situation et description
La commune, traversée par le 45e parallèle nord, est de ce fait située à égale distance du pôle Nord et de l'équateur terrestre (environ 5 000 km).
Le village de Glun, qui compte 686 habitants, est à vingt minutes de Valence par la route et dix minutes de Tournon. La commune est située entre le Rhône et les premiers contreforts du Massif central.

### Climat
Pour des articles plus généraux, voir Climat d'Auvergne-Rhône-Alpes et Climat de l'Ardèche.
En 2010, le climat de la commune est de type climat méditerranéen altéré, selon une étude du CNRS s'appuyant sur une série de données couvrant la période 1971-2000. En 2020, Météo-France publie une typologie des climats de la France métropolitaine dans laquelle la commune est dans une zone de transition entre le climat de montagne et le climat méditerranéen et est dans la région climatique Moyenne vallée du Rhône, caractérisée par un bon ensoleillement en été (fraction d’insolation > 60 %), une forte amplitude thermique annuelle (4 à 20 °C), un air sec en toutes saisons, orageux en été, des vents forts (mistral), une pluviométrie élevée en automne (250 à 300 mm).
Pour la période 1971-2000, la température annuelle moyenne est de 12,9 °C, avec une amplitude thermique annuelle de 17,9 °C. Le cumul annuel moyen de précipitations est de 900 mm, avec 6,9 jours de précipitations en janvier et 5,5 jours en juillet. Pour la période 1991-2020, la température moyenne annuelle observée sur la station météorologique de Météo-France la plus proche, « Mercurol », sur la commune de Mercurol-Veaunes à 8 km à vol d'oiseau, est de 13,4 °C et le cumul annuel moyen de précipitations est de 864,4 mm,. Pour l'avenir, les paramètres climatiques de la commune estimés pour 2050 selon différents scénarios d'émission de gaz à effet de serre sont consultables sur un site dédié publié par Météo-France en novembre 2022.

### Hydrographie
Le territoire communal est bordé dans sa partie orientale par le Rhône.

### Voies de communication et transports
Le territoire communal est traversé par la route départementale 86 (ancienne route nationale RN86) qui longe le Rhône sur sa rive droite et qui permet de relier Lyon à Nîmes.

## Urbanisme

### Typologie
Au 1er janvier 2024, Glun est catégorisée petite ville, selon la nouvelle grille communale de densité à 7 niveaux définie par l'Insee en 2022.
Elle est située hors unité urbaine. Par ailleurs la commune fait partie de l'aire d'attraction de Valence, dont elle est une commune de la couronne,. Cette aire, qui regroupe 71 communes, est catégorisée dans les aires de 200 000 à moins de 700 000 habitants,.

### Occupation des sols
L'occupation des sols de la commune, telle qu'elle ressort de la base de données européenne d’occupation biophysique des sols Corine Land Cover (CLC), est marquée par l'importance des forêts et milieux semi-naturels (53,5 % en 2018), une proportion sensiblement équivalente à celle de 1990 (53,7 %). La répartition détaillée en 2018 est la suivante : 
forêts (49,6 %), zones agricoles hétérogènes (18,3 %), prairies (10,7 %), cultures permanentes (8,9 %), zones urbanisées (4,3 %), eaux continentales (4,3 %), milieux à végétation arbustive et/ou herbacée (3,9 %).
L'évolution de l’occupation des sols de la commune et de ses infrastructures peut être observée sur les différentes représentations cartographiques du territoire : la carte de Cassini (XVIIIe siècle), la carte d'état-major (1820-1866) et les cartes ou photos aériennes de l'IGN pour la période actuelle (1950 à aujourd'hui).

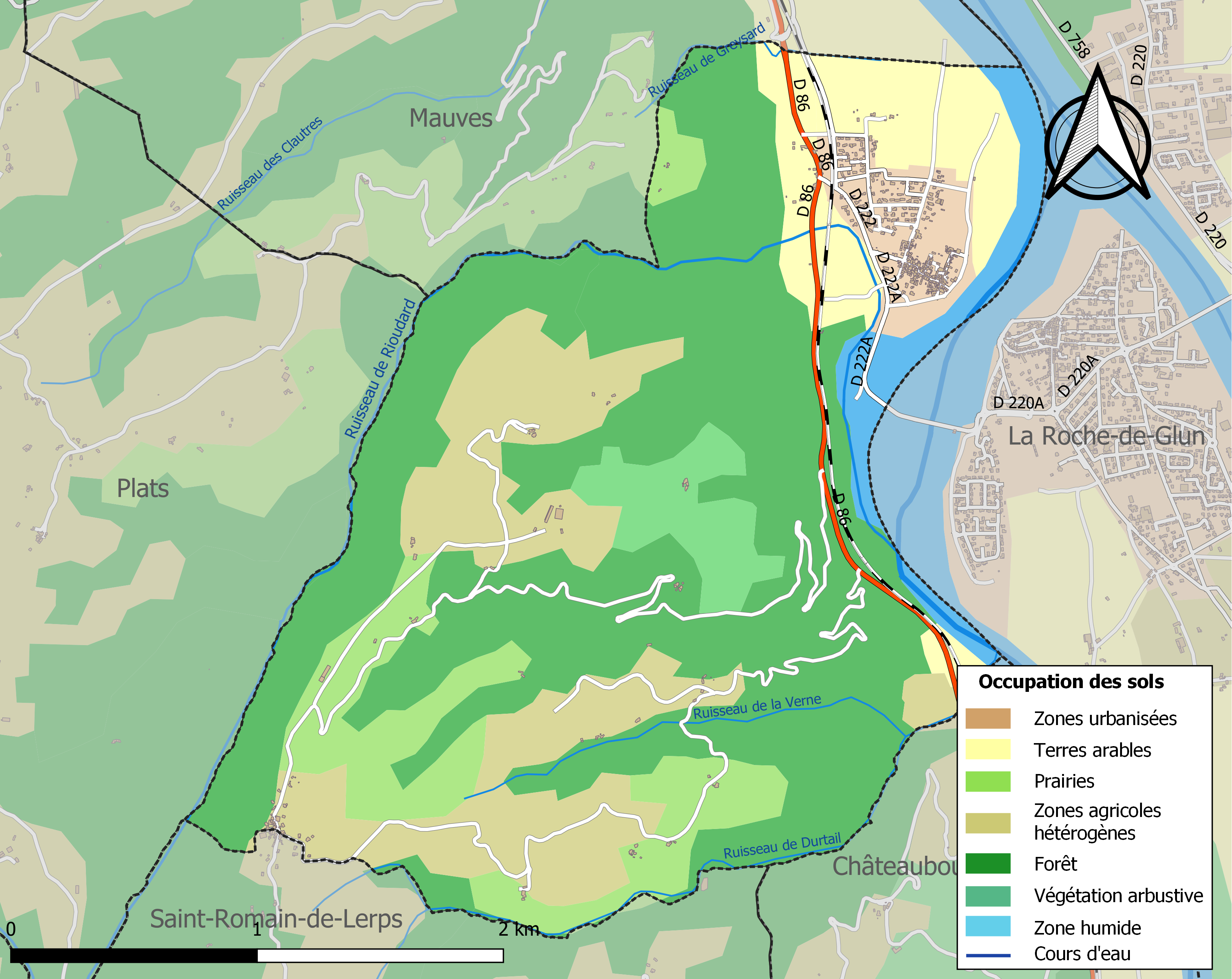
Carte des infrastructures et de l'occupation des sols de la commune en 2018 (CLC).

### Risques naturels

#### Risques sismiques
L'ensemble du territoire de la commune de Glun est situé en zone de sismicité no 3 (sur une échelle de 1 à 5), comme la plupart des communes situées dans la vallée du Rhône, mais non loin de la limite orientale de la zone no 2 qui correspond au plateau ardéchois.
| Type de zone | Niveau            | Définitions (bâtiment à risque normal) |
| ------------ | ----------------- | -------------------------------------- |
| Zone 3       | Sismicité modérée | accélération = 1,1 m/s2                |

## Histoire
Le nom de Glun aurait pour origine une tribu gauloise : Les Ségalauniens, donnant son nom à la bibliothèque « la ségalaunienne »[réf. nécessaire].

## Politique et administration

### Administration municipale
Le conseil municipal est composé de quinze membres, dont trois adjoints.

### Liste des maires
| Période                                  | Période                       | Identité            | Étiquette | Qualité     |
| ---------------------------------------- | ----------------------------- | ------------------- | --------- | ----------- |
| Les données manquantes sont à compléter. |                               |                     |           |             |
| 18??                                     | 18??                          | Victor Talon        |           | Instituteur |
| 192?                                     | 1947                          | Marius Luyton       |           | Agriculteur |
| 1947                                     | 1953                          | Gustave Blanchon    |           |             |
| 1953                                     | 1971                          | Léon Gonnet         | SE        |             |
| 1971                                     | 1983                          | Joseph Gonnet       | SE        |             |
| 1983                                     | 1994                          | François Gonnet     | SE        |             |
| 1994                                     | mars 2001                     | René Darnaud        | SE        |             |
| mars 2001                                | 2014                          | Régis Gonnet        | SE        |             |
| 2014                                     | 2020                          | Jean-Louis Viougeas |           | Retraité    |
| 2020                                     | En cours (au 19 février 2021) | Jacques Luyton      |           |             |

## Population et société

### Démographie

#### Évolution démographique
L'évolution du nombre d'habitants est connue à travers les recensements de la population effectués dans la commune depuis 1793. Pour les communes de moins de 10 000 habitants, une enquête de recensement portant sur toute la population est réalisée tous les cinq ans, les populations de référence des années intermédiaires étant quant à elles estimées par interpolation ou extrapolation. Pour la commune, le premier recensement exhaustif entrant dans le cadre du nouveau dispositif a été réalisé en 2004.

En 2022, la commune comptait 686 habitants, en évolution de −1,58 % par rapport à 2016 (Ardèche : +2,48 %, France hors Mayotte : +2,11 %).
| 1793 | 1800 | 1806 | 1821 | 1831 | 1836 | 1841 | 1846 | 1851 |
| ---- | ---- | ---- | ---- | ---- | ---- | ---- | ---- | ---- |
| 538  | 523  | 569  | 589  | 607  | 637  | 648  | 627  | 628  |

| 1856 | 1861 | 1866 | 1872 | 1876 | 1881 | 1886 | 1891 | 1896 |
| ---- | ---- | ---- | ---- | ---- | ---- | ---- | ---- | ---- |
| 654  | 629  | 597  | 547  | 564  | 489  | 466  | 440  | 428  |

| 1901 | 1906 | 1911 | 1921 | 1926 | 1931 | 1936 | 1946 | 1954 |
| ---- | ---- | ---- | ---- | ---- | ---- | ---- | ---- | ---- |
| 408  | 409  | 367  | 330  | 316  | 320  | 291  | 263  | 255  |

| 1962 | 1968 | 1975 | 1982 | 1990 | 1999 | 2004 | 2006 | 2009 |
| ---- | ---- | ---- | ---- | ---- | ---- | ---- | ---- | ---- |
| 232  | 266  | 314  | 322  | 395  | 502  | 614  | 652  | 670  |

| 2014 | 2019 | 2022 | - | - | - | - | - | - |
| ---- | ---- | ---- | - | - | - | - | - | - |
| 698  | 693  | 686  | - | - | - | - | - | - |

#### Pyramide des âges
En 2021, le taux de personnes d'un âge inférieur à 30 ans s'élève à 35,2 %, soit au-dessus de la moyenne départementale (29,7 %). À l'inverse, le taux de personnes d'âge supérieur à 60 ans est de 20,2 % la même année, alors qu'il est de 32,8 % au niveau départemental.
En 2021, la commune comptait 345 hommes pour 348 femmes, soit un taux de 50,22 % de femmes, légèrement inférieur au taux départemental (51,22 %).
Les pyramides des âges de la commune et du département s'établissent comme suit :
| Hommes | Classe d’âge | Femmes |
| ------ | ------------ | ------ |
| 0,6    | 90 ou +      | 0,6    |
| 3,6    | 75-89 ans    | 6,9    |
| 15,3   | 60-74 ans    | 13,3   |
| 27,2   | 45-59 ans    | 25,9   |
| 18,5   | 30-44 ans    | 17,7   |
| 17,4   | 15-29 ans    | 17,1   |
| 17,4   | 0-14 ans     | 18,4   |

| Hommes | Classe d’âge | Femmes |
| ------ | ------------ | ------ |
| 1      | 90 ou +      | 2,5    |
| 9      | 75-89 ans    | 11,4   |
| 20,8   | 60-74 ans    | 21,1   |
| 21,2   | 45-59 ans    | 20,3   |
| 16,9   | 30-44 ans    | 16,5   |
| 14,2   | 15-29 ans    | 12,6   |
| 17     | 0-14 ans     | 15,6   |

### Enseignement
La commune est rattachée à l'académie de Grenoble.

### Distinctions culturelles
Glun fait partie des communes ayant reçu l'étoile verte espérantiste, distinction remise aux maires de communes recensant des locuteurs de la langue construite espéranto.

### Médias
Deux journaux sont distribués dans les réseaux de presse desservant la commune :
- L'Hebdo de l'Ardèche est un journal hebdomadaire français basé à Valence. Il couvre l'actualité de tout le département de l'Ardèche.
- Le Dauphiné libéré est un journal quotidien de la presse écrite française régionale distribué dans la plupart des départements de l'ancienne région Rhône-Alpes, notamment l'Ardèche. La commune est située dans la zone d'édition d'Annonay-Nord-Ardèche.

### Cultes
L'église (propriété de la commune) et la communauté catholique de Glun dépendent de la Paroisse Saint-Luc-des-coteaux-et-de-Tournon, laquelle est rattachée au diocèse de Viviers.

## Culture locale et patrimoine

### Lieux et monuments
- Église Saint-Pierre de Glun.

### Personnalités liées à la commune
- Frédéric Dard alias San'Antonio vécut enfant à Glun. Il habitait une maison rue Centrale[18].

### Glun dans les arts
- En 1947, Henri Decoin tourne en partie à Glun et sur le territoire de sa voisine La Roche-de-Glun, le film Les Amants du pont Saint-Jean avec Michel Simon et Gaby Morlay, sélection au Festival de Cannes 1947[19].

### Héraldique
|  | Glun possède des armoiries dont l'origine et le blasonnement exact ne sont pas disponibles. |